# Nouvelle complexité
 (avril 2018).
Si vous disposez d'ouvrages ou d'articles de référence ou si vous connaissez des sites web de qualité traitant du thème abordé ici, merci de compléter l'article en donnant les références utiles à sa vérifiabilité et en les liant à la section « Notes et références ».
La Nouvelle Complexité est un terme musical qui remonte aux années 1980, principalement appliqué aux compositeurs recherchant une complexité au niveau des arrangements musicaux que dans leurs notation.

## Diffusion internationale
En 1997, les compositeurs associés à la Nouvelle Complexité sont devenus un mouvement international et géographiquement distinct, répandu à travers l'Amérique du Nord, l'Europe et l'Australie. 
L'intérêt international des ensembles dans cette musique peut être vu dans l'éventail des nationalités des compositeurs intéressés par cette direction esthétique et l'impact des enseignements de compositeurs tels que James Dillon, Claus-Steffen Mahnkopf et Brian Ferneyhough en Allemagne et aux États-Unis.

## Compositeurs principaux
- Mark Andre (France)
- Joël-François Durand (France)
- Jason Eckardt (États-Unis)
- James Erber (Royaume-Uni)
- Matthias Pintscher (Allemagne)
- René Wohlhauser (Suisse)
- Brian Ferneyhough (Royaume-Uni)
- Arthur Kampela (Brésil et États-Unis)
- Saman Samadi (Iran et États-Unis)